# ISU-152
De ISU-152 was een gemechaniseerd geschut van de Sovjet-Unie, gebaseerd op de IS-tank. De tank was de opvolger van de SU-152 en vrijwel identiek aan een gelijktijdig project met verschillende kanonnen: de ISU-122.

## Bepantsering
- Romp
  - Boeg; boven - 60 mm op een hoek van 12°
  - Boeg; onderkant - 90 mm op een hoek van 60°
  - Zijkant - 90 mm op een hoek van 90°
  - Achterkant (bovenste deel) - 60 mm op een hoek van 41°
  - Achterkant (onderste deel) - 60 mm op een hoek van 49°
  - Dak - 30 mm
  - Onderkant - 20 mm
- Geschutskoepel
  - Kanonmantel - 60 tot 100 mm (gebogen)
  - Voorkant - 90 mm op een hoek van 60°
  - Zijkant 75 mm op een hoek van 75° (voor); 75 mm op een hoek van 60°
  - Achterkant - 60 mm op een hoek van 90°
  - Dak - 30 mm

## Varianten
- ISU-152
  - ISU-152-2
  - ISU-152K
  - ISU-152M
- Object 704